# 陈剑飞
陈剑飞（1962年5月—），江苏仪征人，中国人民武装警察部队中将。

## 生平
陈剑飞曾任中国人民解放军总装备部政治部组织部部长。2012年，任中国人民解放军军械工程学院政治委员。根据2017年1月6日《河北日报》刊登的《河北省第十二届人民代表大会常务委员会公告》（第105号），2016年9月河北省第十二届人大常委会第二十三次会议后，代表出缺19人，其中由驻河北解放军选举的河北省第十二届人大代表陈剑飞等11人因工作原因调离河北省行政区域，2017年1月辞去河北省人大代表职务。2016年，陈剑飞任中央军委机关事务管理总局政治委员。2018年2月24日，当选为第十三届全国人大代表。2021年3月任武警部队副政委，晋升中将警衔。2023年12月，转任武警部队纪委书记。